# Androsace kuvajevii
Androsace kuvajevii là một loài thực vật có hoa trong họ Anh thảo. Loài này được Mazurenko mô tả khoa học đầu tiên năm 1992.